# 塔米恩站
塔米恩站（英語：Tamien station）位于美国加利福尼亚州圣荷西，是加州列车（Caltrain）的车站之一。该站为旧金山、圣马刁县和圣克拉拉县的通勤者提供服务。